# Monterrico (Guatemala)

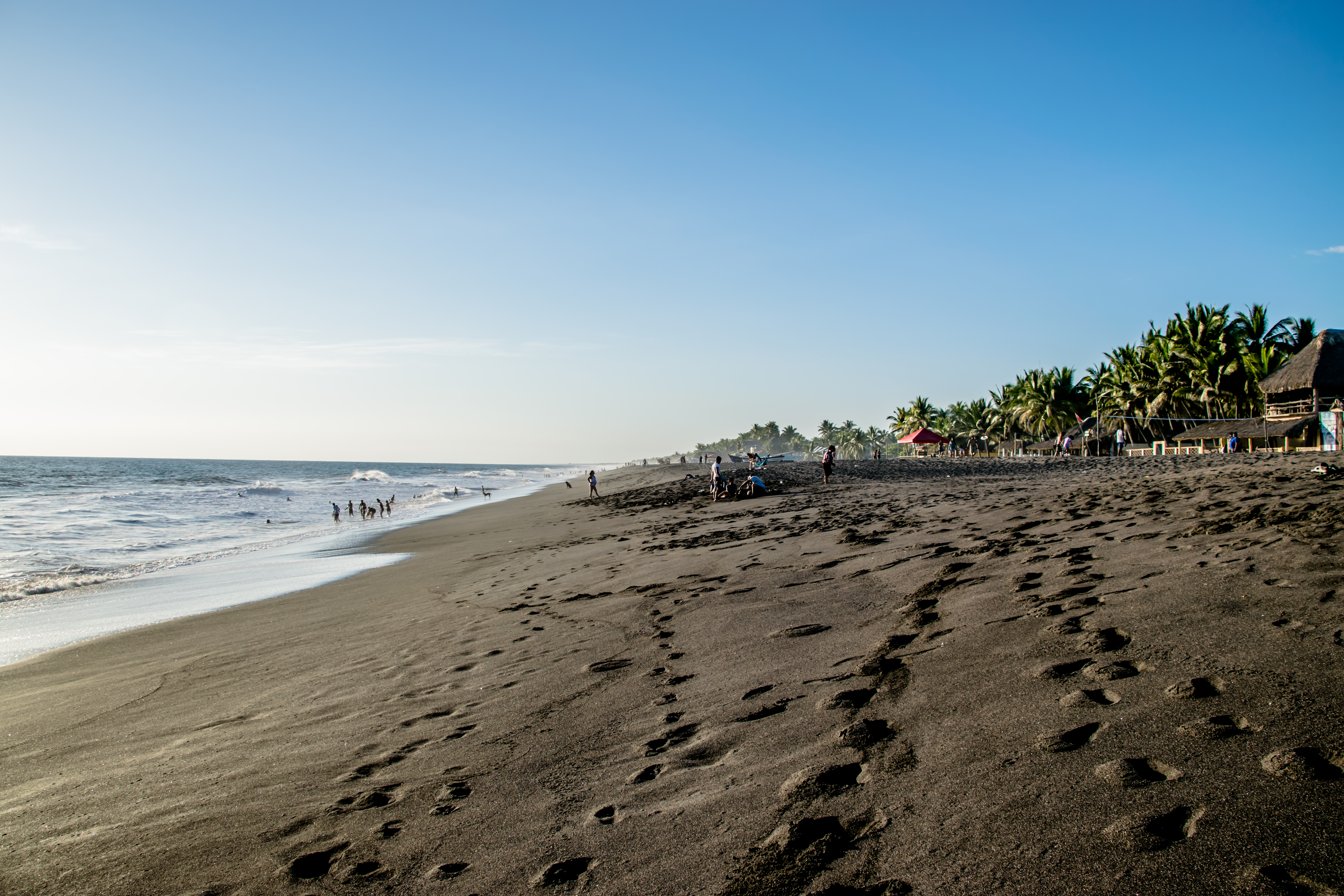
Strand in Monterrico (2015)

Monterrico ist eine Stadt im Departamento Santa Rosa an der Pazifikküste des mittelamerikanischen Guatemala. Die Koordinaten sind N 13,7716667 und W 90,1108333.

## Geographie
Monterrico liegt südlich des Hochlands von Guatemala in der flachen Küstenebene, die teilweise von Mangrovensümpfen und Lagunen geprägt wird. Ein schiffbarer Kanal wurde im 20. Jahrhundert parallel zum Strand bis zur Staatsgrenze mit El Salvador erbaut. Er dient zum Teil auch der Entwässerung der Tiefebene und zur Gewinnung neuer landwirtschaftlicher Anbauflächen. 
Monterrico ist bekannt für seine langgestreckten Strände aus schwarzer, vulkanischer Asche und deshalb ein beliebter Ort für die Wochenendausflüge der Bewohner von Guatemala (Stadt), der Hauptstadt des Landes. Für ausländische Touristen ist der Ort in den letzten Jahren attraktiv geworden durch die entspannte Atmosphäre, die Strände und die Surfmöglichkeiten am Strand. 

## Meeresschildkröten
In den Monaten August bis November kommen vier verschiedene Arten von Meeresschildkröten an die dortigen Strände, um ihre Eier im Sand abzulegen. Dieses Naturereignis zieht ebenfalls Touristen an, die die Wanderungen erleben wollen. Die lokale Bevölkerung ist in diesen Monaten damit beschäftigt, die Schildkröteneier einzusammeln und selbst zu verzehren oder zum Verzehr zu verkaufen. Nur wenige der gesammelten Eier werden in den Aufzuchtstationen, die von Naturschützern eingerichtet wurden, abgegeben.